# تو بدری و خورشید تو را بنده شده‌ست
رباعی با مطلع «تو بدری و خورشید تو را بنده شده‌ست» ششمین رباعی از دیوان حافظ به تصحیح محمد قزوینی و قاسم غنی می باشد.
| تو بدری و خورشید تو را بنده شده‌ست |  | تا بندهٔ تو شده‌ست تابنده شده‌ست    |
| زان روی که از شعاع نور رخ تو      |  | خورشید منیر و ماه تابنده شده است |